# 隋姓
隋姓，漢字姓氏，在2006年1月中国姓氏统计中排第203位。得姓是源于春秋战国时期的隨國，隋朝去走之旁，将隨改为隋。

## 名人
- 隋昱，东汉政治人物，官至五原太守，鐫胡侯。
- 隋宝，宋太宗时人，曾任莱州节度判官，高密令。
- 隋世昌，元朝将军。
- 隋贇，明初政治人物，官至巢县知府。
- 隋明太：山东招远人，中华人民共和国军事人物，第八任解放军二炮部队政委，武警部队政委，武警上将。
- 隋永举：中华人民共和国军事人物，第七任解放军二炮部队政委，上将。
- 隋棠：台灣女演員、女模特兒
- 隋安德：1997年3月1日，時任台視新聞部記者隋安德在福建被中華人民共和國人民警察拘捕。曾為夢想街57號製作人。現為東森財經新聞台57健康同學會主持人。
- 隋樹森；中國學者
- 隋建國；中國雕塑家
- 隋東亮；中國運動員
- 隋寶庫；中國運動員
- 隋學光；台灣環保專家，專長為廢電子電器物品處理。
- 隋彪：香港攝影師

## 延伸阅读
[在维基数据编辑]
 《欽定古今圖書集成·明倫彙編·氏族典·隋姓部》，出自陈梦雷《古今圖書集成》